# Der Mann auf der Straße
Der Mann auf der Straße (Originaltitel: L’Homme dans la rue) ist eine Erzählung von Georges Simenon, in der Kommissar Maigret einen Mordfall im Bois de Boulogne ermittelt und einen Mann quer durch Paris verfolgt. Das zur Reihe der Maigret-Romane und -Erzählungen gehörende Werk entstand 1939 in Nieul-sur-Mer und erschien 1947 in dem Erzählband Maigret et les petits cochons sans queue. In deutscher Übersetzung erschien die Erzählung erstmals 1980 in der Übersetzung von Linde Birk  in dem Band Maigret-Geschichten, Erste Folge bei Diogenes.

## Handlung
Maigret ist frühmorgens bei einem Lokaltermin am Porte de Bagatelles anwesend; seine Kollegen beobachten verkleidet das Geschehen unter den Schaulustigen und Neugierigen, die sich in einiger Entfernung versammelt hatten. Von zu Zeit nickt er seinen Kollegen in der Gruppe zu. Den Vormittag verbringt Maigret am Quai des Orfèves wartend. Alle Anrufe seiner Mitarbeiter entpuppen sich als Reinfälle: einmal war es ein Milchmann, das andere mal ein Hobby-Detektiv. Um kurz nach elf Uhr kommt dann die erlösende Nachricht. Einer der Beobachter hatte seine Observierung bemerkt und versuchte Inspektor Janvier abzuschütteln. Maigret nimmt nun die Verfolgung auf. Er verfolgt den Mann Tag und Nacht in Kneipen, Hotels und Kinos. Maigret beobachtet, wie der Mann sein Geld ausgibt. Der kann sich zum Schluss überhaupt gar nichts mehr leisten und isst in Armenküchen. Aber er ist nicht gewillt, ein Stück seiner Identität preiszugeben. Nach vier Tagen war der Mann erschöpft und übermüdet; er hat einen Schnupfen un nur noch zwanzig Francs in der Tasche. Schließlich hat Maigrets Büro den Mann identifiziert: es ist Stephan Strevszki, 44 Jahre alt, Architekt aus Warschau, seit drei Jahren in Frankreich. An einem Essenstand kauft der Mann eine Zeitung und erfährt, dass seine Frau Dora verschwunden ist. Daraufhin geht er zu Maigret auf der anderen Straßenseite und sagte, er werde alles erzählen.

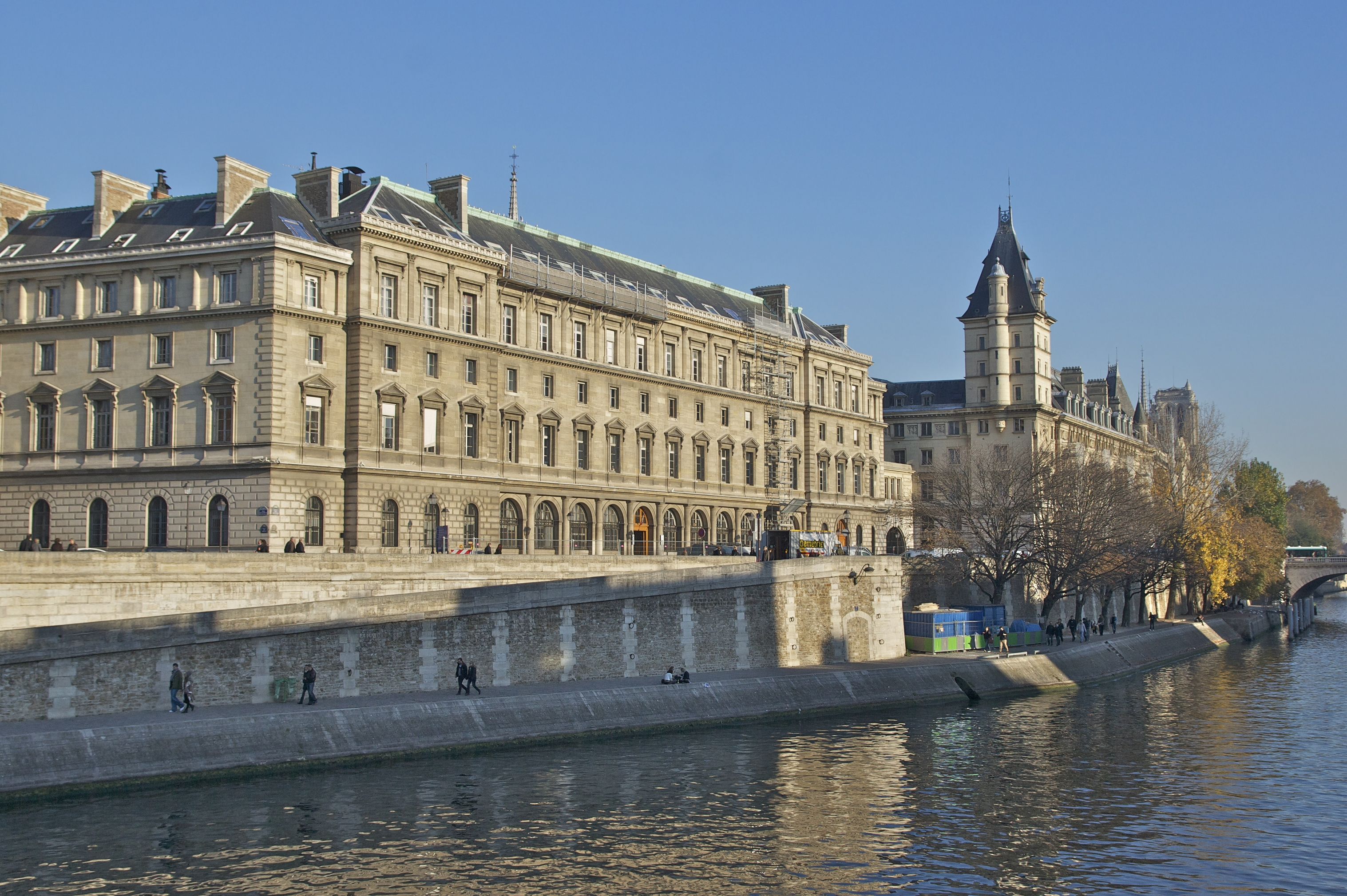
36, Quai des Orfèvres, von der Seine aus gesehen

In Maigrets Büro am Quai des Orfèvres klärt der Mann Maigret und seine Kollegen über die Hintergründe auf; seine Frau Dora habe ihn mit dem Toten, einem Monsieur Borms, betrogen; aber sie sei nicht dessen einzige Geliebte gewesen. Strevszki glaubt daher, dass seine Frau ihren Geliebten getötet hat. Daraufhin wird Dora hineingeführt; nach zwei Tagen Verhör gesteht sie die Tat.

## Ausgaben
Die Erstveröffentlichung fand unter dem Titel Le prisonnier de la rue in der Zeitung Sept jours (15 et 22 décembre 1940) statt. In Buchform erschien die Erzählung in Maigret et les petits cochons sans queue (1947). Sie ist in der Simenon-Werkausgabe Tout Simenon (Band 4) enthalten. In deutscher Übersetzung liegt sie in dem bei Diogenes 2009 erschienenen Sammelband Sämtliche Maigret-Geschichten (ISBN 978-3-257-06682-1) vor.

## Adaptionen
- Maigret et l'Homme de la rue, neunte Episode der 21. Staffel der französischen Fernsehserie Les Enquêtes du commissaire Maigret (Regie: Jean Kerchbron), mit Jean Richard als Maigret, Ausstrahlung 1988.